# Val Valentino
Val Valentino (sinh ngày 14 tháng 6 năm 1956), tên thật là Leonard Montano, là một nhà ảo thuật và diễn viên Hoa Kỳ. Ông được biết đến như là người thực hiện các màn ảo thuật trong chương trình Breaking the Magician's Code: Magic's Biggest Secrets Finally Revealed, một chương trình có mục đích tiết lộ cách thực hiện các màn ảo thuật nổi tiếng. Trong chương trình này ông mang nghệ danh Ảo thuật gia mang mặt nạ (The Masked Magician).

## Tiểu sử
Val Valentino sinh ngày 14 tháng 6 năm 1956 tại Los Angeles, California với tên khai sinh là Leonard Monatno. Ông thực hiện màn ảo thuật đầu tiên mang tên là "quả bóng và chiếc lọ hoa" - do cha ông hướng dẫn - vào lúc năm tuổi.
Trong thời niên thiếu của mình, Valentino biểu diễn ảo thuật trong chương trình "Nhận thức văn hóa thế giới" cho hơn một triệu sinh viên khắp Hệ thống Trường học Thống nhất. Nội dung của việc biểu diễn cũng bao gồm phần giải thích cách thức thực hiện các màn ảo thuật nhằm khuyến khích lòng ham muốn trở thành ảo thuật gia của người xem.
Trong thời gian cuối thập niên 1980 đầu thập niên 1990, Valentino chuyển đến sống ở Las Vegas, Nevada. Ông tham gia biểu diễn trong các chương trình ảo thuật trong các sòng bạc như Viva Las Vegas và Splash. Trước đó ông từng xuất hiện trong chương trình The Merv Griffin Show và trong một phim ca nhạc của Herbert Alpert.

### Ảo thuật gia mang mặt nạ
Trong vòng hai năm (1997-1998), Val Valentino biểu diễn ảo thuật trong chương trình Breaking the Magician's Code: Magic's Biggest Secrets Finally Revealed do Công ty truyền hình Fox sản xuất - với nội dung nhằm phơi bày cách thức thực hiện một số màn ảo thuật vốn được giữ kín trong quá khứ. Trong chương trình này, ông được giấu tên và biểu diễn dưới một chiếc mặt nạ cùng nghệ danh "Ảo thuật gia mang mặt nạ" (The Masked Magician). Chương trình này sau đó cũng được trình chiếu trên kênh truyền hình Anh ITV vào cuối thập niên 1990 và được phát lại trên kênh ITV4 vào năm 2009.
Trước đó, công ty truyền hình Fox đã tiếp cận Valentino khi ông đang biểu diễn ảo thuật tại Las Vegas. Sau một quá trình đám phán, Valentino chấp nhận tham gia thực hiện chương trình với và đồng ý rằng chương trình chỉ phơi bày cách thực hiện những màn ảo thuật cổ điển. Tuy nhiên, trên thực tế nhiều màn ảo thuật mới cũng bị "bật mí" và điều này khiến nhiều nhà ảo thuật lo sợ về việc những tiết mục của họ sẽ trở nên vô giá trị.
Ở cuối phần 4 của chương trình, cuối cùng Val Valentino đã cởi bỏ mặt nạ và tiết lộ danh tánh thật của mình. Ông nhấn mạnh rằng việc mình phơi bày cách thức thực hiện những màn ảo thuật sẽ giúp các nhà ảo thuật có động lực để nghĩ ra những tiết mục mới, còn khán giả nhỏ tuổi có thêm niềm đam mê thực hiện những màn ảo thuật đó chứ không làm mai một sự hứng thú của họ đối với ảo thuật. Đồng thời Valentino cũng cho rằng sự hấp dẫn của một màn ảo thuật nằm ở tài năng diễn xuất của ảo thuật gia chứ không phải nằm do sự thắc mắc của khán giả về cách thức thực hiện màn ảo thuật.
Những phần mới nhất của chương trình này được phát sóng trên kênh MyNetwork TV và Fox Reality Channel. Trong thời gian đó trong cộng đồng mạng lan truyền tin đồn rằng lần này John Pyka - ảo thuật gia mang biệt danh "Người Cha Lớn Bình Tĩnh" (Big Daddy Cool) - là Ảo thuật gia mang mặt nạ. Tuy nhiên trên trang mạng themagiccafe.com John Pyka đã bác bỏ tin đồn này.

## Val Valentino trong văn hóa đại chúng
Valentino cũng xuất hiện trong một tập phim năm 1999 của loạt phim truyền hình nhiều tập Diagnosis Murder với vai nhân vật "ảo thuật gia mang mặt nạ".
Trong một tập của phim hoạt hình King of the Hill, nhân vật Bobby Hill mang một chiếc mặt nạ giống như Valentino khi giải thích về cách thức thực hiện một trò ảo thuật cho nhân vật Hank Hill và Peggy Hill.
Vào tháng 10 năm 2007, một tiểu thuyết hình ảnh với nhân vật Ảo thuật gia mang mặt nạ ra mắt độc giả.
Trong một tiết mục tấu hài do Andy Kaufman và Bob Zmuda thực hiện cũng có một nhân vật mang tên "Ảo thuật gia mang mặt nạ".